# Jean-Roger Ahoyo
Jean-Roger Ahoyo, né le 28 mars 1941 à Parakou au Dahomey (actuel Bénin), est un historien et homme politique béninois. Il est ministre dans le gouvernement du président Nicéphore Soglo.

## Biographie

### Vie privée
Jean-Roger Ahoyo naît le 28 mars 1941 à Parakou au Dahomey. Fils de Paulin Ahoyo (ancien maire d'Abomey) et d'Andréa Souffleur, il est l'arrière-petit-fils du roi Béhanzin à travers sa fille Abopanou, déportée avec ce dernier en Martinique. 
Jean-Roger Ahoyo étudie au lycée Victor-Ballot à Porto-Novo, avant de se rendre en France pour ses études supérieures et obtient un doctorat d'histoire et de géographie,. Rentré dans son pays natal, il enseigne, de 1966 à 1971, dans son ancienne école, rebaptisée entretemps lycée Béhanzin. Il devient ensuite professeur à l'université nationale du Bénin où il y travaille jusqu'en 1981. La même année, il est nommé directeur de l'École normale supérieure.

### Parcours politique
Le 8 septembre 1993, Jean-Roger Ahoyo est nommé ministre de l'Environnement, de l'Habitat et de l'Urbanisme  dans le gouvernement de Nicéphore Soglo,. Il est aussi député[Quand ?].

## Publications
- Jean-Roger Ahoyo Vidayigain, Les villes d'Abomey et de Bohicon : une capitale historique et un centre commercial moderne dans le centre sud du Dahomey : étude d'un doublet urbain en pays sous-développé, Université Paris Diderot/Paris 7, 1976, 2 vol., 389 p. (thèse de 3e cycle de Géographie)
- Jean-Roger Ahoyo, « Les marchés d'Abomey et de Bohicon » dans Cahiers d'Outre-Mer, 1975, p. 162-184.

## Distinctions et décorations
- Commandeur de l'ordre national du Bénin (1991)[10].